# 笠寺台地
笠寺台地（かさでらだいち）は、愛知県名古屋市南区の笠覆寺（通称：笠寺観音）を中心に南北に広がる台地。笠寺台とも称する。

## 概要
くさび形の南北長さ約3キロメートル、高さ約10メートルの台地。東にはかつて鳴海潟、西には年魚市潟といった干潟が存在し、その台地は『松巨島』と呼ばれ、周囲を海・干潟に囲まれていた。。
笠寺台地と八事丘陵の間には、仁所ギャップと称する浸食谷の沈降した箇所が横たわる。天白川は、享保13年の治水工事によりこの仁所ギャップを通り、山崎川に流入するように改められたものの、その後14年間に17回の決壊を繰り返したために、元文6年に結局復原することになったと『郡村徇行記』が伝えているという。
柏畑・市場・櫻田・東郷梅・山崎・戸部など、古代遺跡が多く残り、また、本星崎・笠寺・櫻・山崎・新屋敷などの古い集落が所在することからわかるように、尾張地方の文化の発祥地のひとつであるといえる。
また、政治的・軍事的にも重要な場所であり、戸部城・戸部一色城・櫻城・山崎城・星崎城・市場城・笠寺寺部城など、歴史上多くの城が置かれた。戦国時代には、織田氏および今川氏の勢力の衝突する地点となっていた。
交通の要衝でもあり、東海道が台地を通過する場所には江戸時代から街並みが形成された。